# ファーストフライト空港
ファーストフライト空港（First Flight Airport, KFFA）は管制塔を持たない一般航空用の空港で、約40エーカーの敷地と1本のアスファルトで舗装された滑走路を有しライト兄弟メモリアルに隣接している。ビジターセンターなどへは徒歩でアクセスできる。2003年の動力飛行100周年に関連して乗務員用の建屋も新設された。
滑走路周囲が林のため低空からは視認しにくい。また駐機スペースが狭いので飛行機で訪問する際には飛行場情報、イベント情報をしっかり調べておく必要がある。2003年には大々的なイベントが行われた。
燃料サービスはない。近隣では例えばエリザベスシティ地方空港 (KECG) で給油できる。
2021年8月の時点で、年間37500回の航空機の運航が行われており、うち500回が軍用の運航である。

## ギャラリー

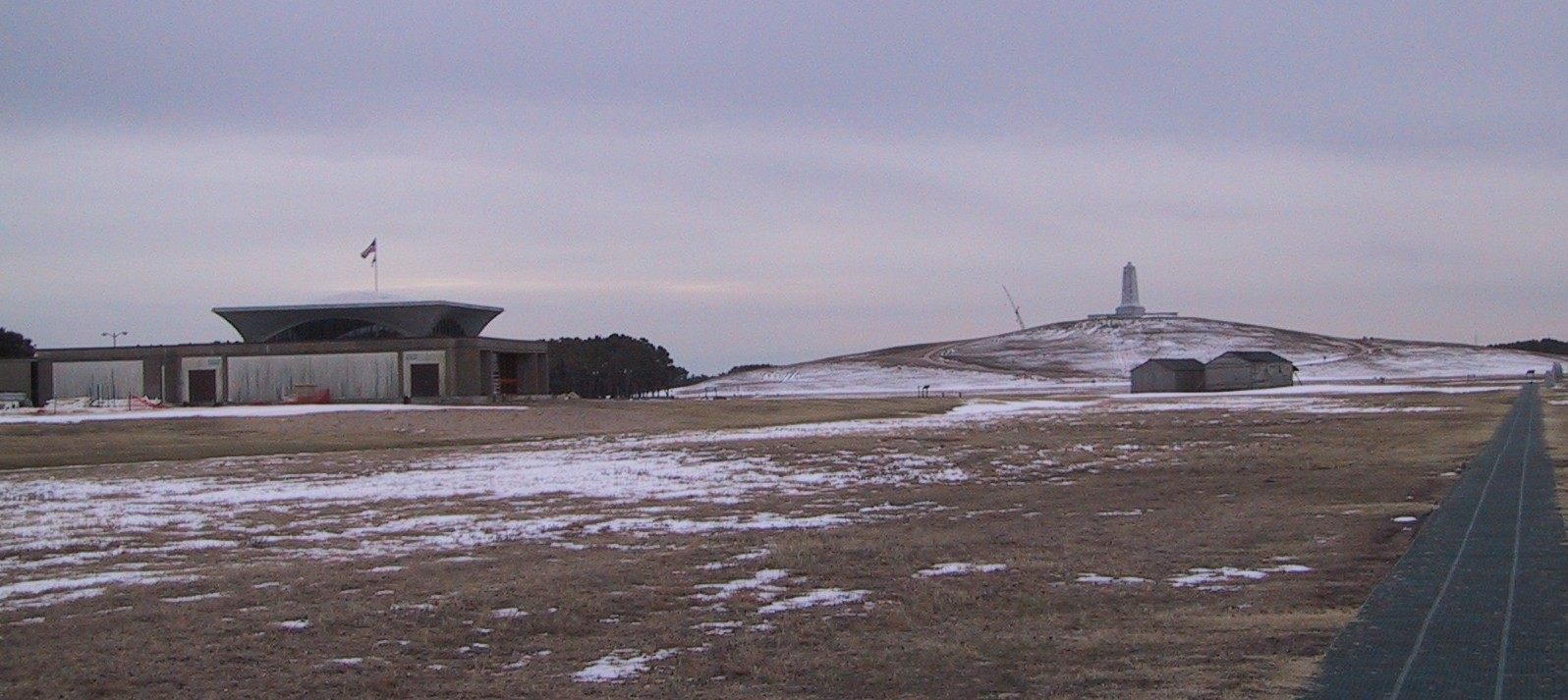
ライト兄弟メモリアル
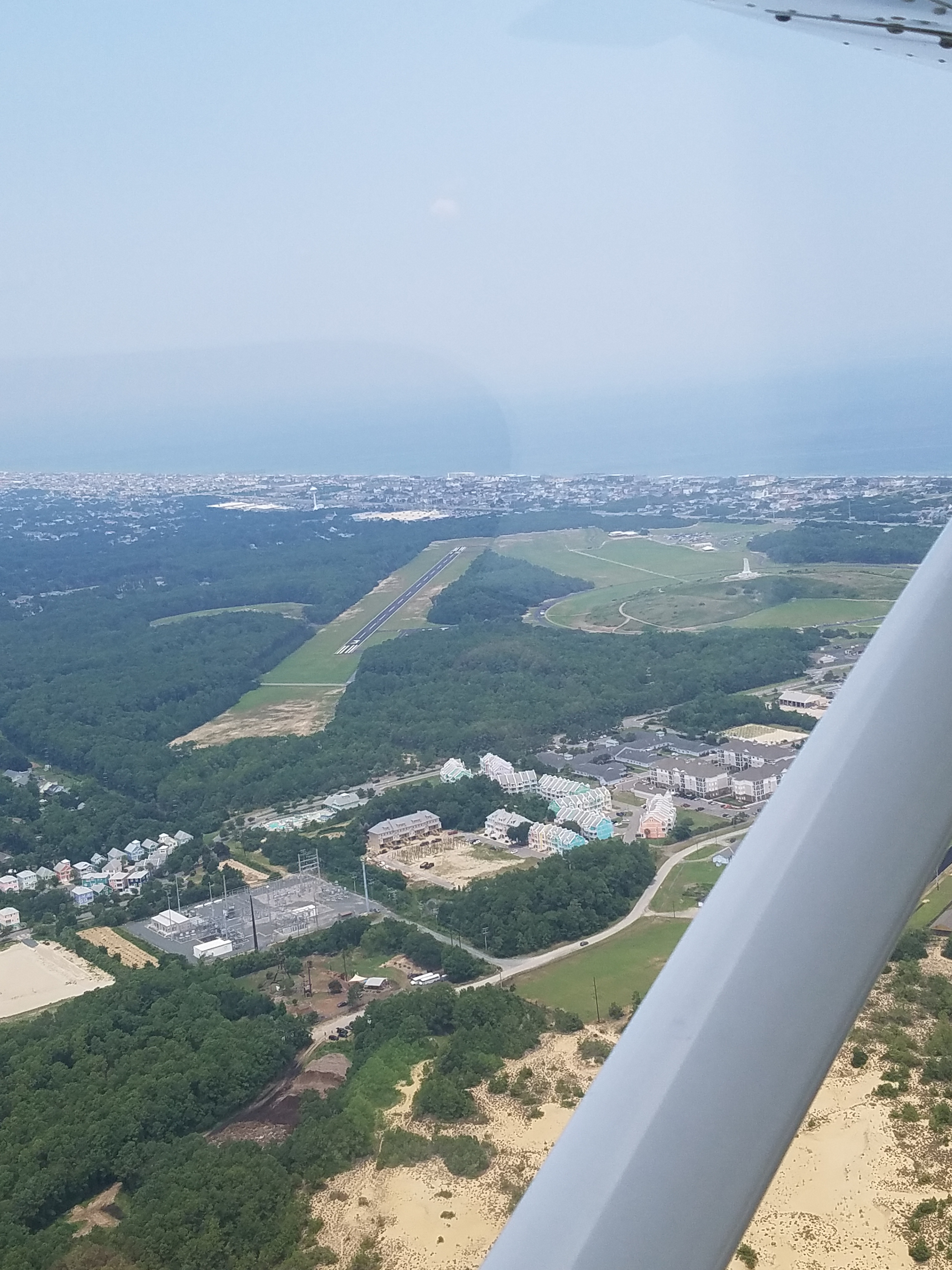
高度1000フィートから見たファーストフライト空港